# Aston Martin F1
Aston Martin – brytyjski konstruktor Formuły 1, dostarczający samochody dla zespołu David Brown Corporation w latach 1959–1960. W 2021 Aston Martin powrócił do Formuły 1 w charakterze konstruktora, a także zadebiutował jako zespół.

## Historia

### Grand Prix

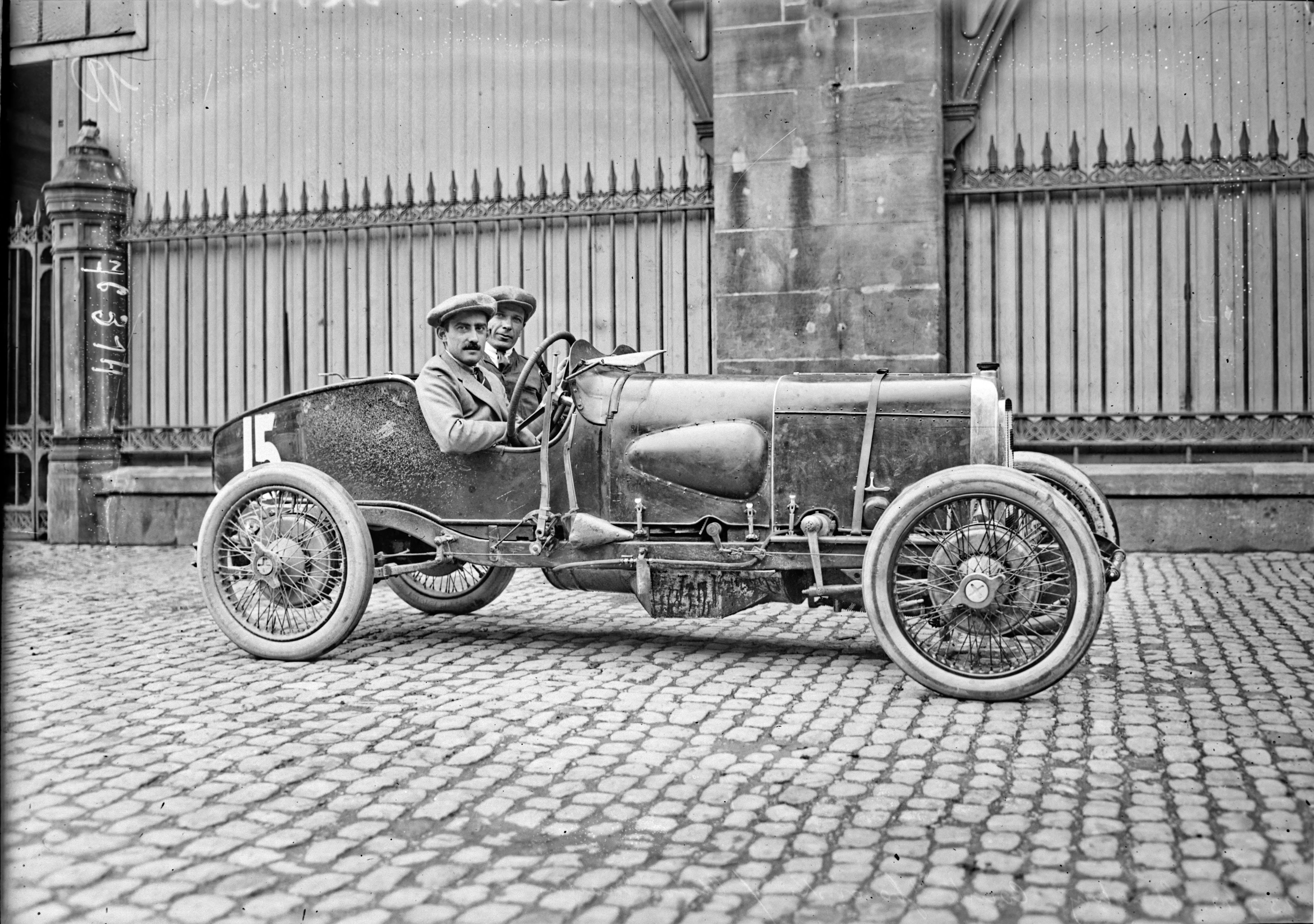
Louis Zborowski podczas Grand Prix Francji 1922

Aston Martin powstał w 1913 roku, kiedy to Robert Bamford i Lionel Martin zbudowali własny samochód poprzez umieszczenie silnika Coventry Simplex w nadwoziu Isotta Fraschini. Rok później patronem firmy został brytyjski hrabia Louis Zborowski. Dzięki wsparciu Zborowskiego Aston Martin mógł rozpocząć rywalizację w sportach motorowych. W 1922 roku firma wystawiła samochód dla Bertiego Kensingtona-Moira na wyścig International 1500 Trophy, a miesiąc później Zborowski i Clive Gallop wystartowali w Grand Prix Francji. W sierpniu Kensington-Moir prowadził w wyścigu Junior Car Club 200, zanim awaria nie zmusiła go do wycofania się z wyścigu. Pod koniec sezonu Zborowski i Douglas Hawkes wzięli udział w Grand Prix Penya Rhin. Zborowski objął prowadzenie w zawodach, ale przebił oponę i zakończył zawody na drugiej pozycji.
W 1923 roku Gallop wystartował Astonem Martinem w Grand Prix San Sebastián. W tym samym sezonie George Eyston był czwarty w Junior Car Club 200, natomiast Zborowski zajął drugie miejsce w Grand Prix Penya Rhin i trzecie w Grand Prix Hiszpanii. W 1924 roku firma wystawiła samochody w wielu wyścigach w klasie voiturette, nie odnosząc jednak żadnego zwycięstwa. Ponadto podczas Grand Prix Włoch po uderzeniu Mercedesem w drzewo zginął Zborowski. Nowym patronem marki został Augustus Bertelli. W 1926 roku George Eyston wystartował Astonem Martinem w Grand Prix Wielkiej Brytanii, zaś Basil Eyston wystartował w Grand Prix Boulogne i Junior Car Club 200. Następnie brytyjska marka znacznie zmniejszyła zaangażowanie w wyścigi samochodów jednomiejscowych. W 1932 roku właścicielem firmy został R.G. Sutherland, pod wodzą którego Aston Martin kontynuował program w wyścigach samochodów sportowych. Po II wojnie światowej Aston Martin połączył się z Lagondą, tworząc przedsiębiorstwo Aston Martin Lagonda Ltd. pod wodzą Davida Browna. Firma wygrała wyścig 24h Spa w 1948 roku, a w sezonie 1949 wystartowała w wyścigu 24h Le Mans.

### Formuła 1

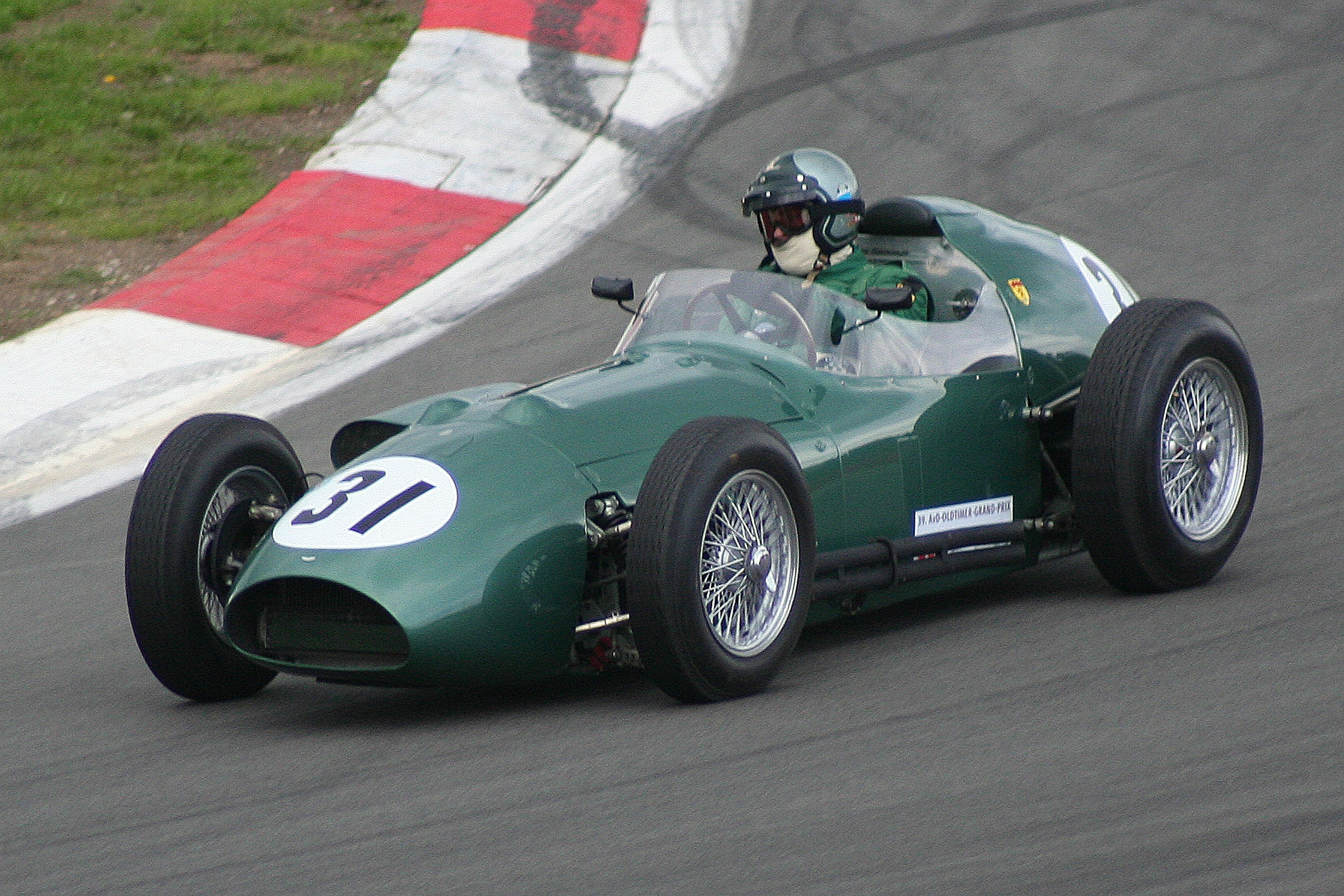
Aston Martin DBR4

Pierwsze próby wejścia Astona Martina do Formuły 1 sięgają 1951 roku i próby adaptacji modelu DB3 do realiów serii. Ten model miał stosować dwulitrowy sześciocylindrowy silnik pochodzący z modelu DB3, a jego nadwozie również miało być przerobioną wersją DB3. Nadzorca projektu, dawny projektant Auto Uniona, Eberan von Eberhorst odrzucił wersję DB3 GP ze względu na jej pochodzenie od samochodu sportowego. W 1955 roku powstała nowa modyfikacja z trzylitrowym (później dwuipółlitrowym) silnikiem, nazwana DB3S, testowana przez Rega Parnella, który zajął nią ponadto czwarte miejsce w Lady Wigram Trophy. Samochód został następnie sprzedany Geoffowi Richardsonowi i przemianowany na RRA Special. Niemniej jednak DB3 w wersji jednomiejscowej odnosił sukcesy, wliczając w to drugie miejsce Lexa Davisona w Grand Prix Australii 1960.
W 1957 roku w fabryce Astona Martina w Feltham ukończono budowę modelu DBR4 według projektu Teda Cuttinga. Chociaż samochód był gotowy już na sezon 1958, Brown postanowił odwlec debiut pojazdu ze względu na program wyścigów długodystansowych. W 1959 roku Aston Martin odniósł podwójne zwycięstwo w wyścigu 24h Le Mans, kiedy to prowadzący model DBR1 Carroll Shelby i Roy Salvadori wygrali zawody przed Maurice’em Trintignantem i Paulem Frèrem. W Formule 1 Aston Martin zadebiutował podczas Grand Prix Holandii 1959. Pojazd ten już w momencie debiutu był przestarzałym modelem z silnikiem z przodu, i poza drugim miejscem Salvadoriego w International Trophy nie odnosił konkurencyjnych rezultatów. Samochód został przeprojektowany na sezon 1960 i oznaczony jako DBR5. Wskutek braku poprawy rezultatów Aston Martin wycofał się po 1960 roku z Formuły 1.

### Powrót do Formuły 1

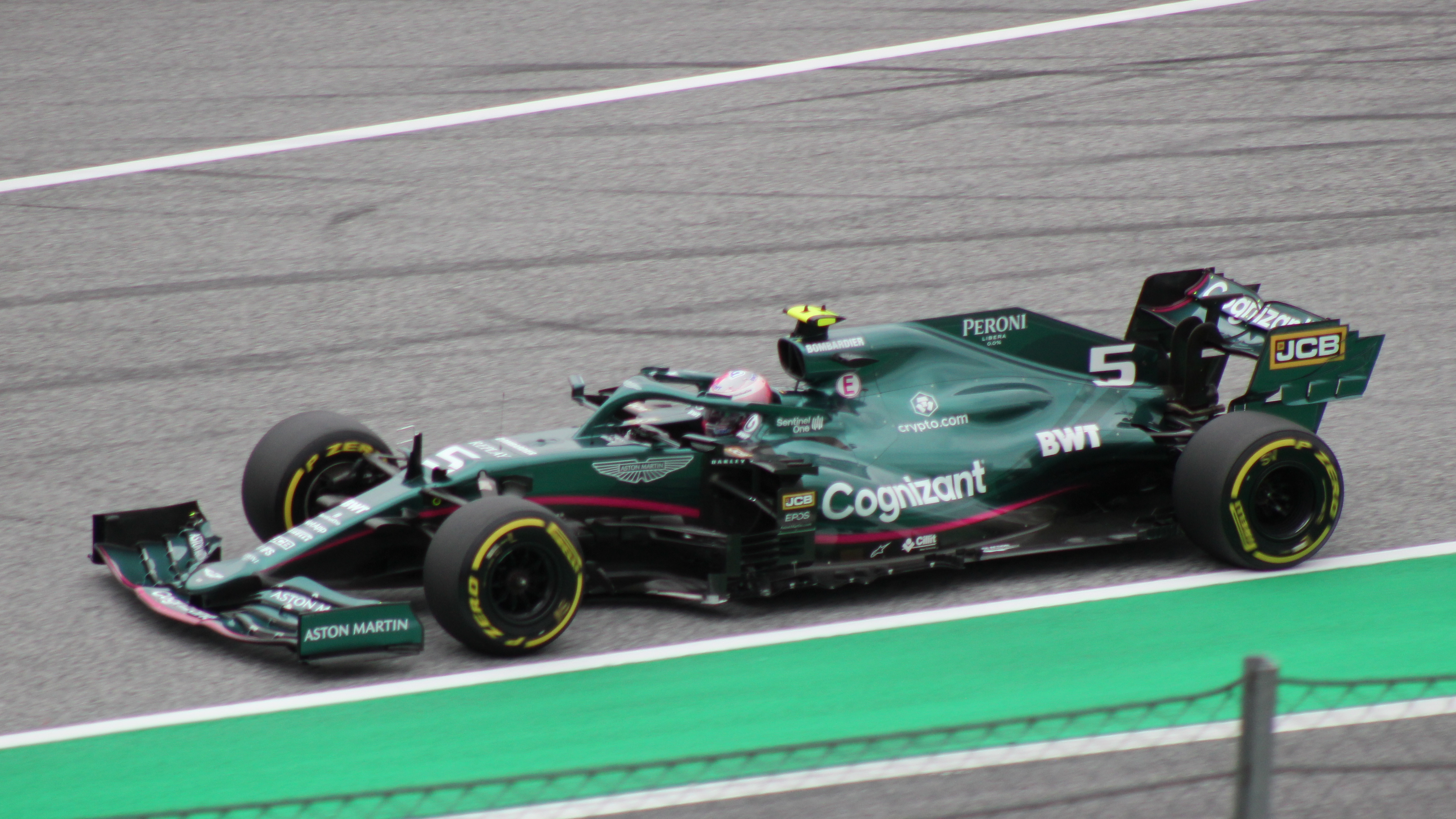
Sebastian Vettel podczas Grand Prix Austrii 2021

Pierwsze plany powrotu Astona Martina do Formuły 1 sięgają pierwszej dekady XXI wieku i są ściśle powiązane z właścicielem Prodrive, Davidem Richardsem. W 2006 roku Richards zgłosił Prodrive F1 do rywalizacji w sezonie 2008 Formuły 1, a jeden ze scenariuszy dopuszczał włączenie do zespołu firmy Aston Martin. Prodrive jednakże ostatecznie nie wystartował w sezonie 2008. Z kolei w 2009 roku Richards zgłosił wniosek o wcielenie Prodrive do stawki Formuły 1 w sezonie 2010. Plany zakładały rywalizację tego podmiotu w latach 2010–2011 jako Prodrive, a od 2012 jako Aston Martin. Wniosek nie został jednak zaakceptowany.
W 2016 roku Aston Martin nawiązał współpracę z Red Bull Racing. W wyniku kooperacji brytyjskie przedsiębiorstwo zostało sponsorem zespołu Formuły 1, a oba podmioty współpracowały przy tworzeniu modelu Valkyrie. W sezonie 2018 Aston Martin został sponsorem tytularnym Red Bulla, wskutek czego zmieniono oficjalną nazwę na Aston Martin Red Bull Racing.
Na początku 2020 roku właściciel Racing Point, Lawrence Stroll, nabył za 182 miliony funtów 16,7% udziałów w Astonie Martinie. W związku z tą transakcją, od 2021 roku Aston Martin będzie startował w Formule 1, przejmując Racing Point. Jednocześnie Aston Martin przestał być sponsorem tytularnym Red Bull Racing po sezonie 2020. Jednostki napędowe będzie dostarczał Mercedes, a kierowcami zostali Lance Stroll i Sebastian Vettel, który zastąpił Sergio Péreza. Ponadto tytularnym sponsorem zespołu został Cognizant.
3 marca Aston Martin zaprezentował samochód na sezon 2021, oznaczony jako AMR21. Był to pojazd oparty na Racing Point RP20, który był szeroko wzorowany na Mercedesie F1 W10. Aston Martin AMR21 został pomalowany w wyścigową brytyjską zieleń. Na przestrzeni sezonu AMR21 nie nawiązywał wynikami do poprzednika, charakteryzując się problematycznym prowadzeniem. Najlepszym rezultatem Astona Martina było drugie miejsce Vettela w Grand Prix Azerbejdżanu, a producent został sklasyfikowany na siódmym miejscu w klasyfikacji konstruktorów. Po zakończeniu sezonu z funkcji szefa zespołu ustąpił Otmar Szafnauer, a na jego miejsce został mianowany Mike Krack.
28 lipca 2022 roku Sebastian Vettel ogłosił odejście z zespołu i Formuły 1 z końcem sezonu 2022. 1 sierpnia 2022 roku ogłoszono, że od 2023 jego miejsce zajmie Fernando Alonso, który podpisał "wieloletni" (jak określono to w materiałach prasowych) kontrakt.

## Wyniki
| Legenda oznaczeń w tabelach wyników Wyświetl szablon na nowej stronie | Legenda oznaczeń w tabelach wyników Wyświetl szablon na nowej stronie                                                                     |
| Oznaczenie                                                            | Wyjaśnienie |
| --------------------------------------------------------------------- | --- |
| Złoty                                                                 | Zwycięzca lub mistrzostwo |
| Srebrny                                                               | 2. miejsce lub wicemistrzostwo |
| Brązowy                                                               | 3. miejsce lub II wicemistrzostwo |
| Zielony                                                               | Ukończył, punktował (w klasyfikacji generalnej, gdy zdobył co najmniej jeden punkt na przestrzeni sezonu, poza trzema powyższymi opcjami) |
| Niebieski                                                             | Ukończył, nie punktował (w klasyfikacji generalnej, gdy nie zdobył co najmniej jednego punktu na przestrzeni sezonu)                      |
| Czerwony                                                              | Nie zakwalifikował się (NZ) |
| Czerwony                                                              | Nie prekwalifikował się (NPK) |
| Różowy                                                                | Nie ukończył (NU) |
| Różowy                                                                | Niesklasyfikowany (NS) (w klasyfikacji generalnej, gdy nie został sklasyfikowany w żadnym wyścigu sezonu)                                 |
| Czarny                                                                | Zdyskwalifikowany (DK) |
| Czarny                                                                | Wykluczony (WYK/EX) |
| Biały                                                                 | Nie wystartował (NW) |
| Biały                                                                 | Kontuzjowany (K/INJ) |
| Biały                                                                 | Wyścig odwołany (OD/C) |
| Bez koloru                                                            | Został wycofany (WYC/WD) |
| Bez koloru                                                            | Nie przybył (NP/DNA) |
| Bez koloru                                                            | Nie brał udziału w treningach (NT/DNP) |
| Bez koloru                                                            | Nie został zgłoszony (–) |
| Pogrubienie                                                           | Start z pole position |
| Kursywa                                                               | Najszybsze okrążenie wyścigu |
| †                                                                     | Nie ukończył, ale jego rezultat został zaliczony ze względu na przejechanie więcej niż 90% dystansu wyścigu.                              |
| *                                                                     | Sezon w trakcie |
| 1/2/3                                                                 | Punktowana pozycja w sprincie |
| Lista systemów punktacji Formuły 1                                    | |

| Sezon | Konstruktor           | Kierowcy            | Wyniki w poszczególnych eliminacjach | Wyniki w poszczególnych eliminacjach | Wyniki w poszczególnych eliminacjach | Wyniki w poszczególnych eliminacjach | Wyniki w poszczególnych eliminacjach | Wyniki w poszczególnych eliminacjach | Wyniki w poszczególnych eliminacjach | Wyniki w poszczególnych eliminacjach | Wyniki w poszczególnych eliminacjach | Wyniki w poszczególnych eliminacjach | Wyniki w poszczególnych eliminacjach | Wyniki w poszczególnych eliminacjach | Wyniki w poszczególnych eliminacjach | Wyniki w poszczególnych eliminacjach | Wyniki w poszczególnych eliminacjach | Wyniki w poszczególnych eliminacjach | Wyniki w poszczególnych eliminacjach | Wyniki w poszczególnych eliminacjach | Wyniki w poszczególnych eliminacjach | Wyniki w poszczególnych eliminacjach | Wyniki w poszczególnych eliminacjach | Wyniki w poszczególnych eliminacjach | Wyniki w poszczególnych eliminacjach | Wyniki w poszczególnych eliminacjach | Wyniki kierowców | Wyniki kierowców | Wyniki konstruktora | Wyniki konstruktora |
| 1959  |                       |                     | Monako                               | Stany Zjednoczone                    | Holandia                             | Francja                              | Wielka Brytania                      |                                      | Portugalia                           | Włochy                               | Stany Zjednoczone                    |                                      |                                      |                                      |                                      |                                      |                                      |                                      |                                      |                                      |                                      |                                      |                                      |                                      |                                      |                                      | Pkt.             | Msc.             | Pkt.                | Msc.                |
| ----- | --------------------- | ------------------- | ------------------------------------ | ------------------------------------ | ------------------------------------ | ------------------------------------ | ------------------------------------ | ------------------------------------ | ------------------------------------ | ------------------------------------ | ------------------------------------ | ------------------------------------ | ------------------------------------ | ------------------------------------ | ------------------------------------ | ------------------------------------ | ------------------------------------ | ------------------------------------ | ------------------------------------ | ------------------------------------ | ------------------------------------ | ------------------------------------ | ------------------------------------ | ------------------------------------ | ------------------------------------ | ------------------------------------ | ---------------- | ---------------- | ------------------- | ------------------- |
| 1959  | Aston Martin          | Roy Salvadori       | –                                    | –                                    | NU                                   | –                                    | 6                                    | –                                    | 6                                    | NU                                   | –                                    |                                      |                                      |                                      |                                      |                                      |                                      |                                      |                                      |                                      |                                      |                                      |                                      |                                      |                                      |                                      | 0                | 20               | 0                   | 5                   |
| 1959  | Aston Martin          | Carroll Shelby      | –                                    | –                                    | NU                                   | –                                    | NU                                   | –                                    | 8                                    | 10                                   | –                                    |                                      |                                      |                                      |                                      |                                      |                                      |                                      |                                      |                                      |                                      |                                      |                                      |                                      |                                      |                                      | 0                | 28               | 0                   | 5                   |
| 1960  |                       |                     | Argentyna                            | Monako                               | Stany Zjednoczone                    | Holandia                             | Belgia                               | Francja                              | Wielka Brytania                      | Portugalia                           | Włochy                               | Stany Zjednoczone                    |                                      |                                      |                                      |                                      |                                      |                                      |                                      |                                      |                                      |                                      |                                      |                                      |                                      |                                      | Pkt.             | Msc.             | Pkt.                | Msc.                |
| 1960  | Aston Martin          | Carroll Shelby      | –                                    | –                                    | –                                    | NW                                   | –                                    | –                                    | –                                    | –                                    | –                                    | –                                    |                                      |                                      |                                      |                                      |                                      |                                      |                                      |                                      |                                      |                                      |                                      |                                      |                                      |                                      | 0                | NS               | 0                   | 10                  |
| 1960  | Aston Martin          | Roy Salvadori       | –                                    | –                                    | –                                    | –                                    | –                                    | –                                    | NU                                   | –                                    | –                                    | –                                    |                                      |                                      |                                      |                                      |                                      |                                      |                                      |                                      |                                      |                                      |                                      |                                      |                                      |                                      | 0                | 32               | 0                   | 10                  |
| 1960  | Aston Martin          | Maurice Trintignant | –                                    | –                                    | –                                    | –                                    | –                                    | –                                    | 11                                   | –                                    | –                                    | –                                    |                                      |                                      |                                      |                                      |                                      |                                      |                                      |                                      |                                      |                                      |                                      |                                      |                                      |                                      | 0                | 28               | 0                   | 10                  |
| 2021  |                       |                     | Bahrajn                              | Emilia-Romania                       | Portugalia                           | Hiszpania                            | Monako                               | Azerbejdżan                          | Francja                              |                                      | Austria                              | Wielka Brytania                      | Węgry                                | Belgia                               | Holandia                             | Włochy                               | Rosja                                | Turcja                               | Stany Zjednoczone                    | Meksyk                               |                                      | Katar                                | Arabia Saudyjska                     |                                      |                                      |                                      | Pkt.             | Msc.             | Pkt.                | Msc.                |
| 2021  | Aston Martin-Mercedes | Sebastian Vettel    | 15                                   | 15                                   | 13                                   | 13                                   | 5                                    | 2                                    | 9                                    | 12                                   | 17                                   | NU                                   | DK                                   | 5                                    | 13                                   | 12                                   | 12                                   | 18                                   | 10                                   | 7                                    | 11                                   | 10                                   | NU                                   | 11                                   |                                      |                                      | 43               | 12               | 77                  | 7                   |
| 2021  | Aston Martin-Mercedes | Lance Stroll        | 10                                   | 8                                    | 14                                   | 11                                   | 8                                    | NU                                   | 10                                   | 8                                    | 13                                   | 8                                    | NU                                   | 20                                   | 12                                   | 7                                    | 11                                   | 9                                    | 12                                   | 14                                   | NU                                   | 6                                    | 11                                   | 13                                   |                                      |                                      | 34               | 13               | 77                  | 7                   |
| 2022  |                       |                     | Bahrajn                              | Arabia Saudyjska                     | Australia                            | Emilia-Romania                       | Stany Zjednoczone                    | Hiszpania                            | Monako                               | Azerbejdżan                          | Kanada                               | Wielka Brytania                      | Austria                              | Francja                              | Węgry                                | Belgia                               | Holandia                             | Włochy                               | Singapur                             | Japonia                              | Stany Zjednoczone                    | Meksyk                               |                                      |                                      |                                      |                                      | Pkt.             | Msc.             | Pkt.                | Msc.                |
| 2022  | Aston Martin-Mercedes | Lance Stroll        | 12                                   | 13                                   | 12                                   | 10                                   | 10                                   | 15                                   | 14                                   | 16                                   | 10                                   | 11                                   | 13                                   | 10                                   | 11                                   | 11                                   | 10                                   | NU                                   | 6                                    | 12                                   | NU                                   | 15                                   | 10                                   | 8                                    |                                      |                                      | 18               | 15               | 55                  | 7                   |
| 2022  | Aston Martin-Mercedes | Nico Hülkenberg     | 17                                   | 12                                   | –                                    | –                                    | –                                    | –                                    | –                                    | –                                    | –                                    | –                                    | –                                    | –                                    | –                                    | –                                    | –                                    | –                                    | –                                    | –                                    | –                                    | –                                    | –                                    | –                                    |                                      |                                      | 0                | 22               | 55                  | 7                   |
| 2022  | Aston Martin-Mercedes | Sebastian Vettel    | –                                    | –                                    | NU                                   | 8                                    | 17                                   | 11                                   | 10                                   | 6                                    | 12                                   | 9                                    | 15                                   | 11                                   | 10                                   | 8                                    | 14                                   | NU                                   | 8                                    | 6                                    | 8                                    | 14                                   | 11                                   | 10                                   |                                      |                                      | 37               | 12               | 55                  | 7                   |
| 2023  |                       |                     | Bahrajn                              | Arabia Saudyjska                     | Australia                            | Azerbejdżan                          | Stany Zjednoczone                    | Monako                               | Hiszpania                            | Kanada                               | Austria                              | Wielka Brytania                      | Węgry                                | Belgia                               | Holandia                             | Włochy                               | Singapur                             | Japonia                              | Katar                                | Stany Zjednoczone                    | Meksyk                               |                                      | Stany Zjednoczone                    |                                      |                                      |                                      | Pkt.             | Msc.             | Pkt.                | Msc.                |
| 2023  | Aston Martin-Mercedes | Fernando Alonso     | 3                                    | 3                                    | 3                                    | 46                                   | 3                                    | 2                                    | 7                                    | 2                                    | 5                                    | 7                                    | 9                                    | 5                                    | 2                                    | 9                                    | 15                                   | 8                                    | 68                                   | NU                                   | NU                                   | 3                                    | 9                                    | 7                                    |                                      |                                      | 206              | 4                | 280                 | 5                   |
| 2023  | Aston Martin-Mercedes | Lance Stroll        | 6                                    | NU                                   | 4                                    | 78                                   | 12                                   | NU                                   | 6                                    | 9                                    | 94                                   | 14                                   | 10                                   | 9                                    | 11                                   | 16                                   | NW                                   | NU                                   | 11                                   | 7                                    | 17†                                  | 5                                    | 5                                    | 10                                   |                                      |                                      | 74               | 10               | 280                 | 5                   |
| 2024  |                       |                     | Bahrajn                              | Arabia Saudyjska                     | Australia                            | Japonia                              |                                      | Stany Zjednoczone                    | Emilia-Romania                       | Monako                               | Kanada                               | Hiszpania                            | Austria                              | Wielka Brytania                      | Węgry                                | Belgia                               | Holandia                             | Włochy                               | Azerbejdżan                          | Singapur                             | Stany Zjednoczone                    | Meksyk                               |                                      | Stany Zjednoczone                    | Katar                                |                                      | Pkt.             | Msc.             | Pkt.                | Msc.                |
| 2024  | Aston Martin-Mercedes | Fernando Alonso     | 9                                    | 5                                    | 8                                    | 6                                    | 7                                    | 9                                    | 19                                   | 11                                   | 6                                    | 12                                   | 18                                   | 8                                    | 11                                   | 8                                    | 10                                   | 11                                   | 8                                    | 8                                    | 13                                   | NU                                   | 14                                   | 11                                   | 7                                    | 9                                    | 70               | 9                | 94                  | 5                   |
| 2024  | Aston Martin-Mercedes | Lance Stroll        | 10                                   | NU                                   | 6                                    | 12                                   | 15                                   | 17                                   | 9                                    | 14                                   | 7                                    | 14                                   | 13                                   | 7                                    | 10                                   | 11                                   | 13                                   | 19                                   | 19                                   | 14                                   | 15                                   | 11                                   | NW                                   | 15                                   | NU                                   | 14                                   | 24               | 13               | 94                  | 5                   |
| 2025  |                       |                     | Australia                            |                                      | Japonia                              | Bahrajn                              | Arabia Saudyjska                     | Stany Zjednoczone                    | Emilia-Romania                       | Monako                               | Hiszpania                            | Kanada                               | Austria                              | Wielka Brytania                      | Belgia                               | Węgry                                | Holandia                             | Włochy                               | Azerbejdżan                          | Singapur                             | Stany Zjednoczone                    | Meksyk                               |                                      | Stany Zjednoczone                    | Katar                                |                                      | Pkt.             | Msc.             | Pkt.                | Msc.                |
| 2025  | Aston Martin-Mercedes | Fernando Alonso     | NU                                   | NU                                   | 11                                   | 15                                   | 11                                   | 15                                   | 11                                   | NU                                   | 9                                    | 7                                    | 7                                    | 9                                    | 17                                   | 5                                    |                                      |                                      |                                      |                                      |                                      |                                      |                                      |                                      |                                      |                                      | 26               | 11               | 52                  | 6                   |
| 2025  | Aston Martin-Mercedes | Lance Stroll        | 6                                    | 9                                    | 20                                   | 17                                   | 16                                   | 16                                   | 15                                   | 15                                   | NW                                   | 17                                   | 14                                   | 7                                    | 14                                   | 7                                    |                                      |                                      |                                      |                                      |                                      |                                      |                                      |                                      |                                      |                                      | 26               | 12               | 52                  | 6                   |